# Вятское (Марий Эл)
Вя́тское (мар. Вечын, от мар. Вече, Виче — «Вятка») — село в Советском районе Республики Марий Эл России. Административный центр одноимённого сельского поселения. Численность населения — 1777 (2010) человек.

## Географическое положение
Село Вятское расположено в 4 км на северо-восток от районного центра пгт Советский на левом берегу реки Ронги. Находится в 3 км на север от автодороги регионального значения Йошкар-Ола — Уржум.

## История
Село Вятское основано в конце XVIII века переселенцами с берегов реки Вятки.
На 1 января 1886 года в починке Вятское проживали 58 душ мужского пола. Население было русским.
В 1880 году в Вятском была открыта начальная школа (1 и 2 классы). Школа находилась в частных домах. В 1896 году школа была передана земству. Специальное здание под школу было построено в 1900 году.
В 1917 году в Вятском проживало 215 человек. В 1930 году в селе уже насчитывалось 353 человека.
В 1929 году в Вятском был создан колхоз «Новый путь».
В 1933 году местная школа была преобразована в семилетнюю.
В 1934 году в Вятском открылась районная колхозная школа для подготовки руководящих кадров колхозного производства.
В 1936 году в Вятском начал работать маслозавод, где вырабатывали масло животное.
В марте 1960 года к колхозу «Новый путь» были присоединены колхозы Мумзерского и Ургашского сельсоветов: «Заветы Ильича», «Молодая гвардия», «Смычка», и был образован колхоз «Рассвет». В колхозе было создано высокоразвитое хозяйство. Рядом со старым селом был построен новый посёлок, где имеется более четырёхсот одно-, двух-, трёх- и четырёхкомнатных квартир.
В 1973 году в селе была построена средняя школа.
Если в 1952 году в селе имелось 67 дворов-семей, то через 50 лет, в 2002 году, их насчитывалось 503. За эти годы за счёт строительства благоустроенного жилья население в Вятском возросло в шесть раз и составляет 1685 человек.

## Население
| 2010 |
| ---- |
| 1777 |

## Описание
В селе имеются типовая средняя школа на 500 мест, детский сад на 140 мест, участковая больница со стационаром на 40 мест и грязелечебницей. Здесь работают четыре врача-специалиста: терапевт, хирург, педиатр, стоматолог. В селе имеются дом культуры, торговый центр (два магазина и столовая), построена баня. В центре Вятского находится обелиск павшим в Великой Отечественной войне воинам. В парке около средней школы находится памятник Юрию Гагарину. Центральная улица села носит имя бывшего председателя колхоза «Рассвет», Героя Социалистического Труда Владимира Гавриловича Новикова. В селе живут русские и марийцы, разговаривают на русском языке.

## Культура и образование
- Аграрно-строительный техникум.
- Вятская средняя общеобразовательная школа.
- Детский сад «Колосок» общеразвивающего вида (недоступная ссылка — история)..
- Дом культуры.

## Здравоохранение
- Вятская участковая больница. Архивировано из оригинала 18 сентября 2016 года..

## Известные жители
Сушаков Анатолий Павлович (род. 1941) — советский государственный и хозяйственный деятель. Главный зоотехник ордена Ленина колхоза «Рассвет» с. Вятское Советского района Марийской АССР / Марий Эл (1969—2001). Заслуженный зоотехник Марийской АССР (1979). Депутат Верховного Совета СССР XI созыва (1984—1989).